# Dickbuckel
Der Dickbuckel ist ein 564 m ü. NHN hoher Berg im Odenwald und liegt in der Gemarkung Oberscheidental der Gemeinde Mudau im baden-württembergischen Neckar-Odenwald-Kreis, 700 Meter nordwestlich der Ortslage und 300 Meter vor der Landesgrenze nach Hessen. Der Dickbuckel ist überwiegend bewaldet. Nur auf der Südostseite reicht ein knapp 200 Meter breiter Streifen Feldflur mit der Bezeichnung Grünwaldsbaumweide bis in die Nähe des Gipfelpunktes, über den in Südwest-Nordostrichtung ein Forstweg namens Alte Straße führt. Auf der Grünwaldsbaumweide liegt auf 540 m Höhe die Elzquelle, deren Wasser nach rund 39 Kilometern Flusslauf bei Neckarelz den Neckar erreicht.
Auf der Südseite verbindet ein rund 500 Meter langer Bergrücken den Dickbuckel mit dem 564 m hohen Reisenberg bei Reisenbach. Dieser Bergrücken holt mit einem leichten Bogen nach Westen aus und fällt an der niedrigsten Stelle mit 558 m kaum von der Gipfelhöhe ab. Nach Nordwesten ist dem Dickbuckel an der Landesgrenze über dem hessischen Eduardsthal eine Schulter namens Lenzberg vorgelagert, die an einem trigonometrischen Messpunkt eine Höhe von 546,8 m aufweist.